# Mohamed VI.
Mohamed bin Hasan al-Alawi , maroški kralj, * 21. avgust 1963.

## Življenje
Mohamed se je rodil 21. avgusta 1963 v Rabat kot drugi otrok kralja Hasan II. Maroški in prvi otrok princese Lalla Latifa. Leta 1966 je Mohamed začel svoje šolanje v Rabatu in ga nadaljeval sprejet v Univerzo Mohamed V. v Agdalu. Leta 1987 je Mohamed pridobil svoj prvi Certificat d'Études Supérieures (CES) iz političnih ved, julija 1988 pa je Pridobil diplomo iz javnega prava (DEA). Leta 1993, Mohamed je doktoriral na francoski Univerzi v Nici Sophia Antipolis za diplomsko nalogo "Odnosi med EGS in Magrebom".
Mohamed proglašen za maroskega prestolonaslednika od njegovega rojstva. Mohamed je postal kralj 23. julij 1999 po smrti svojega očeta, kralja Hasan.
Mohamed je med svojo vladavino ustanovil nove islamske institucije in odprl mnoge centre za preučevanje islama. Danes velja za podpornika zmernega islama, obenem pa je tudi najvišji verski vodja v Maroku, čeprav mu ni uspelo v celoti prevzeti nadzora nad verskim diskurzom v državi.

## Poroka in otroci
Mohamed je spoznal računalniško inženirko, Salma Bennani, leta 2001 Dva meseca kasneje sta se zaročila. Poročila sta se 12. julija 2002. Skupaj imata dva otroke:
- Prestolonaslednik Moulay Hasan, rojen 8. maj 2003
- Princesa Lalla Kaďzija, rojen 28. februar 2007.

## Nazivi
- 21. avgust – 23. julij 1999: Njegovo kraljevo visočanstvo maroški prestolonaslednik
- 23. julij 1999 – danes: Njegovo veličanstvo kralj kraljevine Maroke